# Jesús Galván Carrillo
Jesús Galván Carrillo (Sevilla, 4 de octubre de 1974) es un exfutbolista español que se desempeñaba como defensa. Actualmente es el entrenador del Sevilla Atlético, equipo que milita en el Grupo 2 de la Primera Federación.

## Trayectoria

### Como jugador
Es un futbolista formado en la cantera del Sevilla F. C.. En la temporada 1997-98, sería cedido por el club sevillista al Córdoba C. F., con el que jugó once partidos en Segunda B.
Como futbolista sumó 88 partidos en Primera División con el Sevilla F. C. y el Villarreal C. F., además de militar en el R. C. Recreativo de Huelva en dos etapas, Deportivo Alavés y U. E. Lleida en el que se retiró en 2008.

### Como entrenador
Comenzó en los banquillos en las categorías inferiores del Sevilla FC. En la temporada 2012-13 sería segundo entrenador del Sevilla Atlético.
En la temporada 2013-14 firma como entrenador del CD Alcalá de Tercera División, con el que acabaría la fase regular en tercera posición y disputando la fase de ascenso a la Segunda División B.
En septiembre de 2014, regresa al Sevilla F. C. para dirigir a equipos de su cantera hasta llegar al juvenil en 2016.
En abril de 2018, firmó como entrenador del CD Utrera de Tercera División en sustitución de Miguel Ángel Montoya, para acabar la temporada en duodécima posición. 
En la temporada 2018-19 metió a los utreranos en el play off, tras acabar en tercera posición.
En la temporada 2019-20, ocuparía la cuarta posición cuando se paralizó la competición por el covid 19, volviendo a disputar la fase de ascenso a la Segunda División B, cayendo frente al Betis Deportivo Balompié.
El 11 de octubre de 2023, tras la marcha de Antonio Hidalgo a la SD Huesca, Jesús se hace cargo del Sevilla Atlético de la Segunda Federación. Esa temporada acabó campeonando con el filial sevillista.

## Clubes como jugador
| Club                       | País   | Año       |
| -------------------------- | ------ | --------- |
| Sevilla Atlético           | España | 1992-1995 |
| Sevilla F. C.              | España | 1995-1997 |
| Córdoba C. F.              | España | 1997-1998 |
| R. C. Recreativo de Huelva | España | 1998-1999 |
| Villarreal C. F.           | España | 1999-2003 |
| Deportivo Alavés           | España | 2003-2004 |
| R. C. Recreativo de Huelva | España | 2004-2006 |
| U. E. Lleida               | España | 2006-2008 |

## Clubes como entrenador
| Club                             | País   | Año       |
| -------------------------------- | ------ | --------- |
| Sevilla Atlético (2º Entrenador) | España | 2012-2013 |
| CD Alcalá                        | España | 2013-2014 |
| Sevilla F. C. (Juvenil)          | España | 2014-2018 |
| CD Utrera                        | España | 2018-2021 |
| CD Gerena                        | España | 2021      |
| Sevilla F. C. (cadete)           | España | 2022-2023 |
| Sevilla Atlético                 | España | 2023-Act. |

### Palmarés como entrenador
| Título             | Club (*)         | País   | Año     |
| ------------------ | ---------------- | ------ | ------- |
| Segunda Federación | Sevilla Atlético | España | 2023-24 |